# Nikola Vukčević (calciatore 1984)
Nikola Vukčević (in serbo Никола Вукчевић?; Podgorica, 22 marzo 1984) è un ex calciatore montenegrino, di ruolo difensore.